# Rascló de Madagascar
El rascló de Madagascar (Rallus madagascariensis) és una espècie d'ocell de la família dels ràl·lids (Rallidae) que habita els aiguamolls de l'est de Madagascar.